# Veronica tauricola
Veronica tauricola är en grobladsväxtart som beskrevs av Joseph Friedrich Nicolaus Bornmüller. Veronica tauricola ingår i släktet veronikor, och familjen grobladsväxter. Inga underarter finns listade i Catalogue of Life.